# Sárga metróvonal (Stockholm)
A sárga vonal (Gula linjen) vagy Tub 4, egy tervezett metróvonal Stockholmban. A vonal a Fridhemsplan meglévő állomástól az Älvsjö állomásig járna, a 4 közbeeső állomással. Tervek szerint ez lesz az első vezetőnélküli metrójárat Stockholmban.
A korábban tervezett vonal az Odenplan meglévő állomástól az Arenastaden állomásig a zöld vonal egy leágazása lesz.

## Fordítás
- Ez a szócikk részben vagy egészben  a   Gula linjen (Stockholms tunnelbana) című svéd Wikipédia-szócikk fordításán alapul.  Az eredeti cikk szerkesztőit annak laptörténete sorolja fel. Ez a jelzés csupán a megfogalmazás eredetét és a szerzői jogokat jelzi, nem szolgál a cikkben szereplő információk forrásmegjelöléseként.